# Vézelin-sur-Loire
Vézelin-sur-Loire község Franciaország Auvergne-Rhône-Alpes régiójában, Loire megyében. Új községként 2019. január 1-jén jött létre Amions, Dancé és Saint-Paul-de-Vézelin község egyesítésével. A két korábbi település delegált község státusszal az új község része lett.
A korábbi községek egyesülésekor az új község lélekszáma 789 fő volt. Lakosainak száma 816 fő (2022. január 1.).

## Népesség
| Lakosok száma | 774  | 789  | 796  | 796  | 803  | 809  | 816  |
|               | 2015 | 2017 | 2018 | 2019 | 2020 | 2021 | 2022 |